# Payday: The Heist
Payday: The Heist è un videogioco di tipo sparatutto in prima persona sviluppato da OVERKILL Software e pubblicato da Sony Computer Entertainment nel 2011. Contiene sei differenti missioni giocabili (sette con il DLC No Mercy ispirato alla omonima mappa di Left 4 Dead pubblicato il 25 luglio 2012 e nove aggiungendo anche il secondo DLC Wolf Pack pubblicato il 7 agosto 2012 con le mappe Counterfeit e Undercover che include anche una nuova categoria di potenziamenti) in modalità giocatore singolo o online (fino a quattro giocatori).

## Modalità di gioco
I protagonisti del gioco sono 4 rapinatori (Dallas, Hoxton, Chains e Wolf) il cui obiettivo è appunto svolgere dei colpi (ad esempio in una banca per rubare denaro, o colpire un furgone portavalori). Le meccaniche di gioco sono simili a quelle del videogioco Left 4 Dead che Payday richiama: 4 giocatori, gioco di squadra essenziale per completare ogni livello e ruoli differenti; la salute nel gioco è suddivisa in due parti: ogni giocatore ha un giubbotto antiproiettile che si rigenera dopo qualche secondo di riparo dal fuoco nemico, quando il livello di armatura si azzera il danno andrà a colpire i punti vita veri e propri, inoltre i punti vita non si rigenerano automaticamente, ma bisogna utilizzare un apposito kit medico.
All'inizio di ogni livello si può scegliere l'equipaggiamento da utilizzare tra una delle 4 armi primarie, una delle 3 armi secondarie, vari oggetti utili come sacchi di munizioni o kit medico e 'crew bonus'. I crew bonus sono dei piccoli potenziamenti, quali più velocità di ricarica e giubbotto antiproiettile maggiorato; ogni giocatore deve usare un bonus differente, perché due bonus uguali non aumentano il potenziamento. Quando un giocatore viene ferito gravemente e steso, deve essere soccorso da un compagno entro 30 secondi. Se il tempo scade, il giocatore ferito viene arrestato dalla polizia, e per farlo ritornare in gioco bisogna aspettare l'assalto nemico e svolgere uno scambio di ostaggi, facendo semplicemente rilasciare un ostaggio che viene segnalato sulla mappa. Per farsi degli ostaggi bisogna legare uno dei civili che si trovano sulla mappa, oppure cercare di ammanettare uno dei poliziotti ferendolo senza ucciderlo e premendo un tasto per ordinargli di ammanettarsi da solo. Per questo i civili sono necessari e non devono essere uccisi, altrimenti il punteggio finale si abbassa.

### Punti reputazione
I punti reputazione sono il denaro che accumuli. Non aumentano facendo più uccisioni, bensì rubando denaro, completando gli obiettivi e le sfide. I livelli reputazione sono ben 145 (espandibili a 193 con l'acquisto del Wolf Pack DLC) che ti faranno sbloccare nuove armi, oggetti, bonus e aggiornamenti tramite tre radici: Supporto, Assalto, e Tiratore (con il Wolf Pack viene aggiunta una quarta radice, Tecnico). Nel gioco sono presenti dei Crew Bonus. Cioè dei miglioramenti che supportano gli altri tre giocatori presenti nella squadra.

### Nemici
I nemici del gioco sono la polizia, la SWAT, la SWAT corazzata e l'FBI e in una missione sono presenti anche dei gangster. Oltre a questi nemici comuni, sono presenti anche dei nemici speciali: il Taser, è armato di mitra e può usare il suo taser per stordirti e ferirti gravemente dopo qualche secondo; il Bulldozer, un poliziotto armato di fucile a pompa e una corazza molto resistente, può stendere un giocatore con un solo colpo se si avvicina; il Cloaker, un poliziotto armato di mitra furtivo che, se vicino ad un giocatore, può stenderlo sul colpo con il suo manganello; lo Shield, un poliziotto armato di mitraglietta e scudo antisommossa. Il gioco di squadra è essenziale per uccidere questi ultimi.

## Personaggi
I personaggi principali in Payday sono in totale 5.
Bain: Nonché guida per i 4 rapinatori, non si sa molto sull'identità di Bain, tanto meno la sua età. Bain assiste le rapine e guida la squadra verso il loro prossimi obiettivi. Nella missione Diamond Heist, Bain assiste nella rapina, prendendo il Direttore finanziario della compagnia per interrogarlo.
Dallas: Dallas (nome intero: Nathan Steele) è di origine americana. Ha fatto parte della Mafia americana come buttafuori, e sicario prima di unirsi alla gang all'età di 42 anni. La sua maschera ritrae la bandiera degli USA. Dallas si occupa di essere l'aggressore della squadra: principalmente armato di armi automatiche per far fuori gruppi di forze armate.
Wolf: Wolf è di origini svedesi. Dopo che una crisi ha colpito la sua compagnia di sviluppo software, Wolf è andato in bancarotta assieme alla sua famiglia. Wolf diventò uno psicopatico, decidendo di unirsi alla gang all'età di 32 anni. Wolf è il tecnico della squadra: si occupa di ricoprire tutti i bisogni tecnici della squadra. La sua maschera ritrae la faccia di un demone con la faccia bianca e rossa.
Chains: Probabilmente chiamato Nicolas, Chains è cittadino americano. Ha fatto parte della Navy SEAL per dieci anni prima di unirsi alla gang all'età di 35 anni. La sua maschera ritrae una faccia di colore blu, rosa, e rosso. Chains è il supporto della squadra: si occupa di aiutare i suoi alleati contro le forze armate.
Hoxton: Hoxton (nome intero: James Hoxworth, alle volte chiamato "Jim") è di origini inglesi, e anche il più giovane della gang, con l'età di 29 anni quando si è unito. Verso la fine degli eventi del primo gioco, Hoxton è stato arrestato dall'FBI, ma solo nel secondo gioco Payday 2, Hoxton verrà liberato. La sua maschera è di colore bianco e rosa. Hoxton è il tiratore scelto della squadra: Utilizza armi di precisione per far fuori le forze armate a lunga distanza.

### Extra
Alex: Alex è il personaggio ingaggiato da Bain nella missione Panic Room e Undercover. Bain dice che si definisce un mastro, quando in alcuni scenari, rende le situazioni ancora più difficili. Alex è anche il pilota dell'elicottero nella missione Heat Street.
Manager della banca: Nella missione First World Bank per andare avanti, si deve prendere la chiave magnetica dal manager, così da procurarsi il trapano nascosto nella stampante.
Bruce: Bruce viene ingaggiato da Bain nella missione Heat Street a prendere la gang e a fermare Matt dal scappare con i soldi. Ma durante il suo tragitto, si schianta.
Matt Roscoe: Matt assiste in una rapina nella missione Heat Street, ma tradisce la gang all'ultimo minuto. Si schianta con il van, e viene bollito fino ad arrendersi e a farsi trasportare nell'elicottero.
Chavez: Chavez è a capo del laboratorio segreto di metanfetamina nella missione Panic Room. Si devono prendere le sue chiavi per accedere alla panic room.
George: George è il pilota dell'elicottero nella missione Green Bridge dove deve escortare il prigioniero cinese
Prigioniero cinese: Chiamato dalla gang col suo nome in codice "giant", il prigioniero cinese deve essere escortato dal suo camion della polizia prima che lo portino in prigione per una somma di denaro.
Signor Garnet: Proprietario della compagnia nella missione Diamond Heist, lui darà i codici alla gang dopo che hanno preso in ostaggio suo figlio.
Ralph Garnet: Figlio del signor Garnet, la gang lo prenderà in ostaggio per far arrendere il signor Garnet.
Signor Mitchell: Proprietario della casa nella missione Counterfeit che assieme al suo complice Wilson, stampa dollari nel loro scantinato collegato.
Uomo del fisco: L'uomo del fisco ha il server nella missione Undercover che dovrà vendere a una grande compagnia al prezzo di venticinque milioni di dollari. Viene forzato nella sua limousine così da essere catturato e farsi dire i codici per accedere al server.

## Colonna sonora
- Breaking News, 02:04
- Gun Metal Grey (First World Bank,) 04:18
- Double Cross (Heat Street), 03:35
- Home Invasion (Counterfeit), 03:36
- Busted (heist failed), 03:07
- Stone Cold (Green Bridge), 05:00
- Three Way Deal (Undercover), 04:12
- Phoney Money (Panic Room part 1), 02:28
- The Take (theme from Panic Room part 2), 03:47
- See You at the Safe House (heist successful), 02:15
- Code Silver (No Mercy), 04:49
- Crime Wave (Slaughterhouse), 03:22
- Breach of Security (Diamond Heist), 04:09
- Criminal Intent (Main Menu), 03:15
- Preparations (load-out menu), 02:51
- I Will Give You My All, 02:56
- Shawn Davis and band - Payday for You and Me, 02:49[15]

## Accoglienza
Payday: The Heist ha avuto una buona impressione sulla critica totalizzando un punteggio di 7.6 su 10 da Metacritic; su Steam il 92% degli utenti, su 18,209 ha apprezzato con recensioni "molto positive".